# Theta Centaurydy
theta Centaurydy (TCE) – coroczny rój meteorów aktywny od 23 stycznia do 12 marca. Jego radiant znajduje się w gwiazdozbiorze Centaura. Maksimum roju przypada na 2 lutego, jego aktywność jest określana jako niska, a obfitość roju wynosi 4 meteory/h. Prędkość w atmosferze meteorów tego roju to 60 km/s.
theta Centaurydy są widoczne jedynie na półkuli południowej.